# Formatie van Kasterlee
De Formatie van Kasterlee of Kasterlee Formatie (sic, afkorting: Kl) is een geologische formatie in de Belgische ondergrond. De Formatie van Kasterlee is genoemd naar Kasterlee in de provincie Antwerpen. In het verleden werd uit de formatie zavel gewonnen.

## Voorkomen
De zanden van de Formatie van Kasterlee dagzomen in de Kempen, in het oosten van de provincie Antwerpen en het noorden van Limburg. In de omgeving van Heist-op-den-Berg zijn nog enkele zuidelijke 'eilandjes' van de Formatie van Kasterlee te vinden in de vorm van getuigenheuvels. Meer naar het zuiden is de formatie afwezig.

## Kenmerken
De formatie bestaat uit groengrijze mica- en glauconiethoudende fijne zanden. De formatie werd afgezet tijdens het vroege Plioceen (Zanclien, 5,3 tot 3,6 miljoen jaar geleden) en is meestal minder dan 10m dik.
De Formatie van Kasterlee komt in de Kempen voor als een uniform pakket groengrijze zanden. Deze bevatten, vooral in Limburg, soms lenzen van micahoudende klei. Naar boven toe nemen deze kleilenzen toe in aantal. De basis van de formatie bestaat zeer lokaal uit grind en fossielfragmenten.
De formatie kan in de getuigenheuvels in de regio van Heist-op-den-Berg worden opgedeeld in drie leden: het Lid van Hallaar onderaan, dat bestaat uit de basisgrindlaag en glauconiethoudende zandige klei; het Lid van Beerzel dat bestaat uit homogeen grijswit zand; en het Lid van Heist-op-den-Berg, dat bestaat uit grijswit zand onderbroken met kleilenzen en kleilagen.

## Stratigrafie
De Formatie van Kasterlee werd voor het eerst benoemd door de Belgische geoloog André Hubert Dumont in 1882.
De formatie ligt boven op de Laat-Miocene Formatie van Diest. Boven op de Formatie van Kasterlee ligt in het westen van het voorkomensgebied de Formatie van Lillo, in het centrum de Formatie van Mol en in het oosten (in de Roerdalslenk) de Kiezeloöliet Formatie. Waar de erg lokale Formatie van Poederlee voorkomt, ligt deze op de Formatie van Kasterlee. De begrenzing met de boven en onderliggende formaties, die ook voornamelijk uit zand bestaan, is niet altijd makkelijk vast te stellen. Vooral de grens tussen de Formaties van Kasterlee en Diest is vaak enkel aan de hand van boorgatmetingen te onderscheiden.
Naar het noorden en westen gaat de Formatie van Kasterlee over mariene zanden van de Formatie van Kattendijk. Vroeger werd gedacht dat beide formaties gelijktijdig werden afgezet, maar onderzoek heeft uitgewezen dat de Formatie van Kattendijk significant jonger is.